# Каллен, Майкл
Майкл Каллен (англ. Michael Callen,  11 апреля 1955 г. - 27 декабря 1993 г.) — американский певец, автор песен, композитор, писатель и активист в борьбе со СПИДом. После того, как в 1982 году у Каллена был диагностирован СПИД, он вместе со своим доктором стал лидером движения против СПИДа. Для повышения осведомленности о болезни, Каллен публиковал статьи и брошюры. В 1983 году Майкл Каллен выпустил руководство для мужчин, которые имеют половые контакты с мужчинами, где дает советы, как избежать заражения. 
Каллен был учасником музыкальной группы «The Flirtations». Он всегда выступал в поддержку организаций геев и лесбиянок. Каллен оставался главной общественной фигурой в борьбе со СПИДом, пока не умер в возрасте 38 лет.  

## Публикации
В 1983 году Каллен стал соавтором книги «Как заниматься сексом во время эпидемии: один подход», в которой изложены принципы безопасного секса. В 1990 году он написал книгу «Выживание при СПИДе», получившую почетную награду Американской ассоциации медиков.
В 1990 году Каллен появился в документальном фильме Розы фон Праунхайм «Позитив».

## Борьба со СПИДом
Каллен стал одним из первых инфицированных представителей в движении против СПИДа. В 1983 году Майкл Каллен принимает участие в форуме по СПИДу в Денвере, где участники обменивались историями о своем опыте борьбы с болезнью.

### Организационное лидерство
Каллен был основателем многочисленных организаций по борьбе со СПИДом. Он стал соучредителем подпольного клуба, который предоставлял желающим доступ к новым незапатентованным лекарствам и методам лечения СПИДа. Каллен также выступал за проведение клинических исследований на инфицированных людях. 
Майкл Каллен часто выступал по телевидению, где поднимал проблемы борьбы со СПИДом. Он писал для нескольких газет и журналов, включая The Village Voice, The New York Native и Outweek.

### Оппозиция
Несмотря на свою активную гражданскую позицию и известность, Каллена многие недолюбливали. После обнаружения СПИДа в 1982 году, Каллен прожил больше десяти лет и некоторые недоброжелатели засомневались в подлинности диагноза. Тогда Каллен опубликовав свои медицинские отчеты и фотографии легких, на которых была видна легочная саркома Капоши.

## Награды
В июне 2019 года Каллен стал одним из первых американских «первопроходцев и героев», занесенных на Национальную стену почета ЛГБТ.

## Музыкальная  карьера
Майкл Каллен некоторое время был лидером группы «Mike & the Headsets». В 1982 году Каллен вместе с другими музыкантами сформировал группу под названием «Low Life». После распада группы Майкл Каллен выпустил сольный альбом «Purple Heart», который полюбился геям. Он был одним из основателей группы «The Flirtations», с которой записал два альбома. Альбом «Legacy» был выпущен в 1996 году уже после смерти Каллена.
Кроме того, Каллен снялся в эпизодических ролях в фильмах «Филадельфия» (1993) и «Нулевое терпение» (1993).
В сотрудничестве с лауреатом премии Оскар Питером Алленом написал свою самую известную песню «Love Don't Need a Reason». Эту песню часто исполняют на гей-парадах.